# Władisław Kolesnikow (hokeista)
Władisław Siergiejewicz Kolesnikow, ros. Владислав Сергеевич Колесников (ur. 27 lipca 1984 w Ust-Kamienogorsku, Kazachska SRR) – kazachski hokeista, reprezentant Kazachstanu.

## Kariera
- Łada 2 Togliatti (2002-2003)
- CSK WWS Samara (2003-2005)
- Traktor Czelabińsk (2005-2006)
- Gazowik Tiumeń (2006-2007, 2009)
- Kazcynk-Torpedo (2007-2013)
- Barys Astana (2013)
  -  Nomad Astana (2013-2014)
- Kazcynk-Torpedo (2014-2015)
- Nieftianik Almietjewsk (2015)
- Arłan Kokczetaw (2015-)

Wychowanek i w latach 2007-2013 zawodnik Torpedo Ust-Kamienogorsk. W sezonie Wysszaja Chokkiejnaja Liga (2012/2013) był kapitanem drużyny. Od sierpnia 2013 zawodnik Barysu Astana, związany dwuletnim kontraktem. Od czerwca 2015 zawodnik Arłanu Kokczetaw. Został kapitanem drużyny.
Uczestniczył w turniejach mistrzostw świata w 2008, 2009, 2012, 2013.

## Sukcesy
Reprezentacyjne
- Awans do MŚ Elity: 2009, 2013

Klubowe
- Mistrzostwo wyższej ligi rosyjskiej: 2006 z Traktorem Czelabińsk
- Srebrny medal mistrzostw Kazachstanu: 2016 z Arłanem Kokczetaw
- Brązowy medal mistrzostw Kazachstanu: 2017 z Arłanem Kokczetaw
- Złoty medal mistrzostw Kazachstanu: 2018 z Arłanem Kokczetaw
- Puchar Kontynentalny: 2019 z Arłanem Kokczetaw

Indywidualne
- Kazachska Wysszaja Liga w hokeju na lodzie (2017/2018):
  - Zdobywca zwycięskiego gola w szóstym meczu finału Arłan - Nomad (1:0), przesądzającym o mistrzostwie[3]